# 採紅菱
採紅菱是一首具中國民樂風格的歌曲，含有江蘇音調。該歌曲由狄薏（即陳蝶衣）作詞，姚敏作曲，歌詞描述的是在江南水鄉的一對恩愛夫妻採菱角的故事。1961年由夏丹和江宏主唱，歌手鄧麗君便是以此歌在1966年的歌唱比賽中脫穎而出，收錄在其1968年發行的專輯《鄧麗君之歌第九集》中。

## 改編
自本曲面世以來，有不少寄調改編的作品，而近年傳唱甚廣者，有在2020年中華民國總統選舉時，中國國民黨正副總統候選人韓國瑜和張善政在抽號次結束後，在回答記者問題時唱出本曲的改編版本，而及後他們又在接受TVBS政論節目少康戰情室的錄影訪問時，也向主持人趙少康現場清唱這一改編版本。